# Teatro Politeama (Lecce)
Il Teatro Politeama Greco è un teatro di Lecce. Si trova sulla centrale via XXV Luglio, adiacente al Castello Carlo V.
Il Politeama "Greco", che originariamente si chiamava "Politeama Principe di Napoli", deve il suo attuale nome alla famiglia Greco che lo ha voluto e realizzato nella seconda metà dell'Ottocento e che tutt'oggi ne è proprietaria. È sede della stagione d'opera lirica e sinfonica e teatrale.

## Storia
Le prime rappresentazioni teatrali a Lecce si svolgevano nell'unico piccolo teatro allora esistente. L'insoddisfazione era diffusa sia tra i membri dell'alta società che avevano assistito alle rappresentazioni liriche date in un teatro troppo piccolo, sia tra la cittadinanza, che desiderava un teatro la cui capienza permettesse ad un numero maggiore di persone di poter accedere agli spettacoli. In questo contesto Donato Greco, nel 1882, chiese al comune l'autorizzazione per poter costruire un nuovo teatro. I lavori di costruzione furono diretti dall'ingegnere Oronzo Greco (fratello di Donato) e furono ultimati nei primi mesi del 1884. L'inaugurazione avvenne il 15 novembre 1884 con l'Aida di Giuseppe Verdi e fu un grande successo.
Con i lavori di ristrutturazione del 1913 fu aggiunto l'ampio foyer tutt'oggi presente e la vecchia struttura in legno su sostituita dall'attuale in pietra, furono aggiunti i palchi e vi fu un ampliamento complessivo della struttura. La decorazione del soffitto fu affidata al maestro Carmine Palmieri.
Nel 1926, durante la direzione artistica di Tito Schipa vennero effettuati i lavori per la realizzazione del golfo mistico (o fossa orchestrale).
Dal 1976 è stato riconosciuto "teatro di tradizione" e nel 1979 è stato dichiarato monumento nazionale.
Oltre a quella di Schipa è da ricordare la direzione artistica di Katia Ricciarelli.